# Обратна функция
Обратна функция {\displaystyle g(y)} на функцията {\displaystyle f(x)} се нарича такава функция, за която {\displaystyle g(f(x))=x} за всяко x. Най-често за обратна функция се използва означението {\displaystyle f^{-1}(y)}. Функцията {\displaystyle f(x)} има обратна функция тогава и само тогава, когато тя е биекция. 

## Дефиниция на обратна функция
Ако функцията {\displaystyle y=f(x)} е дефинирана и обратима в множеството {\displaystyle D} и приема стойности в множеството {\displaystyle M}, тогава функцията {\displaystyle x=f^{-1}(y)} се нарича обратна на {\displaystyle y=f(x)}, ако за всяко {\displaystyle y}, принадлежащо на {\displaystyle M}, съществува единствено {\displaystyle x}, принадлежащо на {\displaystyle D}, за което {\displaystyle y=f(x)}.

## Обратима функция
Казваме, че функцията {\displaystyle y=f(x)} е обратима в множеството {\displaystyle D}, ако за всеки 2 стойности {\displaystyle x1}, {\displaystyle x2}, принадлежащи на {\displaystyle D}, от това, че {\displaystyle x1} е различно от {\displaystyle x2} следва, че {\displaystyle f(x1)} е различно от {\displaystyle f(x2)}.
Всяка монотонна функция е обратима, защото от монотонността следва, че функцията е биекция.

## Свойство 1
Ако функцията {\displaystyle y=f(x)} е монотонно растяща/намаляваща в множеството {\displaystyle D}, то обратната и функция {\displaystyle x=f^{-1}(y)} е монотонно растяща/намаляваща в {\displaystyle M}.

## Свойство 2
Графиките на дадена функция и нейната обратна са симетрични спрямо ъглополовящите на първи и трети квадрант.

## Примери
Обратната функция на показателната функция е логаритмичната функция.
| Тригонометрични функции  | Тригонометрични функции     |
| Функция                  | Обратна функция             |
| ------------------------ | --------------------------- |
| {\displaystyle sin(x)}   | {\displaystyle arcsin(x)}   |
| {\displaystyle cos(x)}   | {\displaystyle arccos(x)}   |
| {\displaystyle tg(x)}    | {\displaystyle arctg(x)}    |
| {\displaystyle cotg(x)}  | {\displaystyle arccotg(x)}  |
| {\displaystyle sec(x)}   | {\displaystyle arcsec(x)}   |
| {\displaystyle cosec(x)} | {\displaystyle arccosec(x)} |

## Примерна задача
Да се намери обратната функция на функцията y = {\displaystyle x^{2}}, x ≥ 0.
Решение:
Функцията y = {\displaystyle x^{2}}, x ≥ 0 е строго растяща, защото от 0 ≤ x1 < x2 следва f(x1)-f(x2) = {\displaystyle x1^{2}} - {\displaystyle x2^{2}} = (x1 – x2)(x1 + x2) < 0, т.е. f(x1) < f(x2).
Това означава, че функцията y = {\displaystyle x^{2}} при x ≥ 0 е обратима. От y = {\displaystyle x^{2}}, x ≥ 0 намираме x = √y. Изразът √y има смисъл, защото y ≥ 0. Следователно обратната функция на функцията Функцията y = {\displaystyle x^{2}} за x ≥ 0 е x = √y, y ≥ 0.